# Larry Scott (culturista)
Larry Scott, soprannominato "The Legend" (Blackfoot, 12 ottobre 1938 – Salt Lake City, 8 marzo 2014), è stato un culturista statunitense, considerato uno dei pionieri della disciplina del culturismo.

## Biografia
Fra i bodybuilder era conosciuto per i suoi bicipiti, per i quali aveva progettato uno speciale programma di allenamento. Questi esercizi di potenziamento dei bicipiti hanno successivamente preso il suo nome e sono diventati piuttosto diffusi negli allenamenti dei culturisti.
Si deve a Vince Gironda, noto bodybuilder dell'era d'oro del bodybuilding, l'invenzione del cosiddetto preacher curl più conosciuto come Scott Curl, che Larry portò al successo grazie alla forma dei suoi bicipiti impressionanti con una circonferenza di quasi 51 cm e insolitamente lunghi, grazie ai quali divenne conosciuto e apparve su molte riviste del tempo, anche grazie a Joe Weider, come America and Muscle Builder, Demi Gods, Muscleboy, Muscles a Go-Go e The Young Physique.
Ha vinto numerosi concorsi. Nel 1962 gli fu riconosciuto il titolo di Mr. America; nel 1964 ottiene il riconoscimento di Mr. Universo (in seguito il concorso ha preso il nome di World Amateur Bodybuilding Championships). Nel 1965 è diventato il primo detentore del titolo di Mister Olympia, che vinse nuovamente anche l'anno seguente a New York.
La popolarità di Larry Scott in quegli anni eclissò anche quella di altrettanti personaggi famosi come Freddy Ortiz, Chuck Sipes, Dave Draper, Leo Robert, Harold Poole e Sergio Oliva. Il fenomeno da allora è diventato noto come “Larry Fever” e ha raggiunto il suo apice al Mr. Olympia del 1966, dove Scott difese il suo titolo, portando a casa letteralmente la corona, dato che il premio era composto da un assegno di 1000 dollari e una corona.
Residente a Salt Lake City e sposato con Rachel Ichikawa, dalla quale ha avuto cinque figli, era di religione mormone. È scomparso nel 2014 all'età di 75 anni per complicazioni legate alla malattia di Alzheimer, di cui soffriva da tempo.